# Алексєєвка (Кінгісеппський район)
Алексєєвка (рос. Алексеевка) — селище у Кінгісеппському районі Ленінградської області Російської Федерації.
Населення становить 643 особи. Належить до муніципального утворення Опольєвське сільське поселення.

## Історія
Згідно із законом від 28 жовтня 2004 року № 81-оз належить до муніципального утворення Опольєвське сільське поселення.

## Населення
| 1838 | 1848 | 1857 | 1862 | 1882 | 1885 | 1899 |
| ---- | ---- | ---- | ---- | ---- | ---- | ---- |
| 386  | ↘335 | ↘270 | ↗299 | ↘259 | ↘253 | ↗286 |
| 1997 | 2007 | 2010 | 2017 |      |      |      |
| ↗629 | ↗630 | ↘479 | ↗643 |      |      |      |